# 相馬治胤
相馬 治胤（そうま はるたね、天文10年（1541年） - 慶長7年5月6日（1602年6月25日））は、戦国時代の武将。左近大夫を称す。下総相馬氏の15代当主。下総国守谷城主。通称は孫三郎。高井直将の子とされる。妻は下総相馬氏13代当主・相馬胤晴の娘。「治胤」の「治」は小田政治の偏諱と思われる。
胤晴の子で14代当主の相馬整胤が、3歳の時に父の戦死によって家督を相続した。その後、整胤と治胤は成人後、次第に対立し、整胤が簗田晴助の援助を受けて治胤を排そうと計画したために、これを家臣に命じて殺害、永禄9年（1566年）に宗家の家督を相続した。
当初は、足利藤氏を擁立した簗田晴助の影響下にあり、越後上杉氏の関東出兵に呼応して簗田氏と共に足利義氏を古河公方として擁立した後北条氏と争っている。しかし、上杉勢力が関東攻略に失敗し、撤退すると簗田・下総相馬両氏は北条氏の攻勢に晒され、簗田氏は北条氏と和睦。下総相馬氏もそれに従い居城を明け渡した。その後は北条氏に従い、古河公方（及び簗田氏）の影響下からは脱したようで、古河公方の領地を相馬領にするよう北条氏に訴えたりしている。
1590年の小田原征伐では、弟の高井胤永と共に兵約100名を率いて小田原城へ籠城。戦後、改易された。
子の相馬秀胤は小田原には赴かず、徳川家康に内応していたため、所領を安堵されたが、治胤と秀胤の親子関係は悪かったようで、守谷城へは帰れず、各地を流浪して1602年、江戸で死去した。